# 西蒙娜·拉迪什
西蒙娜·拉迪什（羅馬尼亞語：Simona Radiș，1999年4月5日—），罗马尼亚女子赛艇运动员。她曾代表罗马尼亚参加2020年夏季奥林匹克运动会赛艇比赛，获得女子双人双桨金牌。